# Hydrovatus hintoni
Hydrovatus hintoni är en skalbaggsart som beskrevs av Olof Biström 1997. Hydrovatus hintoni ingår i släktet Hydrovatus och familjen dykare. Inga underarter finns listade i Catalogue of Life.